# Speedway Grand Prix 2012
Speedway Grand Prix 2012 startade i Auckland 31 mars och avslutades i Toruń 6 oktober. Till denna säsong hade mästerskapet utökats från elva till tolv deltävlingar. I och med introduktionen av en deltävling på södra halvklotet, för första gången sedan 2002, inleddes säsongen en månad tidigare än 2011.

## Deltävlingar
Speedway Grand Prix 2012 bestod av tolv deltävlingar på följande orter:
| Ort                 | Land           | Datum        |
| ------------------- | -------------- | ------------ |
| Auckland            | Nya Zeeland    | 31 mars      |
| Leszno              | Polen          | 28 april     |
| Prag                | Tjeckien       | 12 maj       |
| Göteborg            | Sverige        | 26 maj       |
| Köpenhamn           | Danmark        | 9 juni       |
| Gorzów Wielkopolski | Polen          | 23 juni      |
| Gorican             | Kroatien       | 28 juli      |
| Terenzano           | Italien        | 11 augusti   |
| Cardiff             | Storbritannien | 25 augusti   |
| Målilla             | Sverige        | 8 september  |
| Vojens              | Danmark        | 22 september |
| Toruń               | Polen          | 6 oktober    |

## Deltagande förare
Följande förare deltog:
| Nr | Förare           | Född |
| -- | ---------------- | ---- |
| 1  | Greg Hancock     | 1970 |
| 2  | Andreas Jonsson  | 1980 |
| 3  | Jaroslaw Hampel  | 1982 |
| 4  | Jason Crump      | 1975 |
| 5  | Tomasz Gollob    | 1971 |
| 6  | Emil Sayfutdinov | 1989 |
| 7  | Kenneth Bjerre   | 1984 |
| 8  | Chris Holder     | 1987 |
| 9  | Fredrik Lindgren | 1985 |
| 10 | Nicki Pedersen   | 1977 |
| 11 | Chris Harris     | 1982 |
| 12 | Antonio Lindbäck | 1985 |
| 13 | Bjarne Pedersen  | 1978 |
| 14 | Peter Ljung      | 1982 |
| 15 | Hans Andersen    | 1980 |

Förutom dessa förare kör ett wildcard från arrangörslandet i samband med varje tävling. Varje tävling har också två banreserver som hoppar in i händelse av skador. Om en förare missar en tävling, utses en tillfällig ersättare av arrangören.